# آيريس 2: جيل جديد (مسلسل)
آيريس 2: جيل جديد (بالكورية: 아이리스2)؛ هو مسلسل تلفزيوني كوري جنوبي بث عام 2013 على قناة كي بي أس و هو تكملة ل آيريس الذي بث عام 2009.

## القصة
تتحدث دراما “آيريس” عن عميل الاستخبارات الوطنية “جيونغ يوو” الذي يتورط مع “بيك سان”، والذي يقوم بتغيير مصيره إلى الأبد

## بطولة
- جانغ هيوك
- إي دا هاي
- ليم سو هيانغ
- لي بيوم سو
- اوه ايون-سو
- كيم ايونغ تشول

## المشاهدات
| حلقة # | تاريخ البث الأصلي | متوسط تقييم الجمهور | متوسط تقييم الجمهور         | متوسط تقييم الجمهور | متوسط تقييم الجمهور         |
| حلقة # | تاريخ البث الأصلي | تقييمات TNmS        | تقييمات TNmS                | إيه جي بي نيلسن     | إيه جي بي نيلسن             |
| حلقة # | تاريخ البث الأصلي | على الصعيد الوطني   | منطقة العاصمة الوطنية سيئول | على الصعيد الوطني   | منطقة العاصمة الوطنية سيئول |
| ------ | ----------------- | ------------------- | --------------------------- | ------------------- | --------------------------- |
| 1      | 13 فبراير 2013    | 17.0٪               | 19.3٪                       | 14.4٪               | 15.3٪                       |
| 2      | 14 فبراير 2013    | 15.0٪               | 16.9٪                       | 12.4٪               | 12.0٪                       |
| 3      | 20 فبراير 2013    | 12.2٪               | 13.2٪                       | 10.8٪               | 10.7٪                       |
| 4      | 21 فبراير 2013    | 11.7٪               | 12.9٪                       | 10.7٪               | 10.5٪                       |
| 5      | 27 فبراير 2013    | 11.6٪               | 13.5٪                       | 10.1٪               | 10.0٪                       |
| 6      | 28 فبراير 2013    | 10.8٪               | 12.1٪                       | 10.1٪               | 10.1٪                       |
| 7      | 6 مارس 2013       | 11.1٪               | 12.0٪                       | 9.4٪                | 9.3٪                        |
| 8      | 7 مارس 2013       | 11.2٪               | 12.4٪                       | 9.5٪                | 9.8٪                        |
| 9      | 13 مارس 2013      | 10.6٪               | 11.6٪                       | 10.0٪               | 9.6٪                        |
| 10     | 14 مارس 2013      | 9.7٪                | 10.4٪                       | 10.0٪               | 9.5٪                        |
| 11     | 20 مارس 2013      | 10.4٪               | 12.0٪                       | 9.5٪                | 9.0٪                        |
| 12     | 21 مارس 2013      | 10.6٪               | 11.3٪                       | 10.5٪               | 10.2٪                       |
| 13     | 27 مارس 2013      | 10.6٪               | 11.8٪                       | 9.6٪                | 9.4٪                        |
| 14     | 28 مارس 2013      | 10.4٪               | 11.9٪                       | 10.3٪               | 10.2٪                       |
| 15     | 3 أبريل 2013      | 10.6٪               | 11.3٪                       | 10.2٪               | 10.3٪                       |
| 16     | 4 أبريل 2013      | 11.3٪               | 12.5٪                       | 11.1٪               | 10.9٪                       |
| 17     | 10 أبريل 2013     | 10.5٪               | 11.3٪                       | 9.7٪                | 9.6٪                        |
| 18     | 11 أبريل 2013     | 9.8٪                | 10.4٪                       | 8.2٪                | 8.7٪                        |
| 19     | 17 أبريل 2013     | 8.8٪                | 9.2٪                        | 9.7٪                | 10.7٪                       |
| 20     | 18 أبريل 2013     | 10.5٪               | 11.4٪                       | 10.4٪               | 10.7٪                       |

## الإنتاج
- تخطيط : (KBS)
- المنتج المسؤول - يون تشانغ بيوم (,KBS)
- المنتج المشارك - تايون جيونج، جيهي جونج.[5][6]
- منتج درامي - تشوي هيون موك، لي تشانغ سي
- موسيقى - كيم وو تشول
- فنون قتالية - تخصص (الدفاع عن النفس)
- سيناريو - جيون جو
- المخرج - بيو مين سو، كيم تاي هون
- فريق الانتاج - تايوون انترتينمنت.[7]

## روابط خارجية
- آيريس 2 :جيل جديد على موقع IMDb (الإنجليزية)
- آيريس 2 :جيل جديد على موقع كينوبويسك (الروسية)
- آيريس 2 :جيل جديد على موقع قاعدة بيانات الفيلم (الإنجليزية)